# Pohlbachtal bei Adolfseck
Das Pohlbachtal bei Adolfseck ist ein Naturschutzgebiet im Rheingau-Taunus-Kreis in Hessen.

## Lage
Der Großteil des 22,57 Hektar großen Naturschutzgebiets gehört zum Bad Schwalbacher Stadtteil Adolfseck, der östlichste Teil zum Hohensteiner Ortsteil Breithardt. Es liegt im Naturraum westlicher Hintertaunus und gehört zum Naturpark Rhein-Taunus.
Im oberen Teil des Naturschutzgebiets entspringt der rund 1 km lange Pohlbach. Unterhalb des Gebiets unterquert er die Bundesstraße 54 und mündet in die Aar, die über Lahn und Rhein in die Nordsee entwässert. Nördlich des Tals befindet sich der 416 m hohe Frankenberg.
Entlang des Tals verlief der Obergermanisch-Raetische Limes. Die Anlagen gehörten zum Kleinkastell Adolfseck, das an der Mündung des Pohlbachs in die Aar lag. Oberhalb wurde im Dreißigjährigen Krieg die Schanze Adolfseck erbaut.

## Naturschutz
Zum Naturschutzgebiet gehören die Auenbereiche und Hanglagen im Bereich der Quelle und des Oberlaufes des Pohlbaches. Zweck des Schutzes ist, das Bachtal und das naturnah erhaltene Quellgebiet und die angrenzenden Hänge mit „einem mosaikartigen Nebeneinander von genutzten und ungenutztem Grünland unterschiedlicher Standortfeuchte im Wechsel mit Gehölzflächen“ zu erhalten und zu optimieren. Dies soll erreicht werden durch extensive Nutzung der Mähwiese, regelmäßige Pflegemahd der Grünlandbrachen und die Umwandlung der zum Gebiet gehörenden Waldflächen in stufigen Laubmischwald. Die Fischteiche im Tal können teilweise weiterhin genutzt werden, andere sind wie das obere Bachtal als Biotope gesetzlich geschützt.